# Okres Wiosen i Jesieni
Okres Wiosen i Jesieni – okres w historii Chin biorący swoją nazwę od Kroniki Wiosen i Jesieni, obejmującej lata 722–481 p.n.e., którego dokładne granice jednak różnią się u poszczególnych autorów.
Okres Wiosen i Jesieni charakteryzował się upadkiem władzy królów Zhou, co spowodowało iż posiadacze nadań fengjian zaczęli tworzyć faktycznie niezależne państwa, które zaczęły prowadzić pomiędzy sobą wojny. W sytuacji słabości władzy królewskiej rola mediatora w ramach konfederacji Zhou musiała zostać przejęta przez jednego z władców nowych państw. Chińska tradycja historyczna w tym kontekście wymienia tzw. Pięciu hegemonów, nie jest jednak całkowicie zgodna co do ich imion. Pod koniec VII w. p.n.e. instytucja hegemonii nie odzwierciedlała już rzeczywistego porządku politycznego i de facto została zastąpiona przez system dwóch sojuszy, którym przewodziło odpowiednio państwo Jin na północy i Chu na południu. Trudności wewnętrzne w państwach Jin i Chu sprawiły, iż pod koniec VI w. p.n.e. na pierwszy plan wysunęły się nowe potęgi, tj. państwa Wu i Yue. Okres Wiosen i Jesieni był jedyną epoką w historii Chin, podczas której podejmowano wysiłki zbudowania funkcjonującego systemu wielopaństwowego, które jednak zakończyły się porażką. Wbrew oficjalnej ideologii, która zakazywała aneksji jednego chińskiego państwa przez drugie, potężniejsze organizmy politycznie stopniowo wchłaniały te mniejsze, co stanowiło zapowiedź następnej epoki w dziejach Chin, Okresu Walczących Królestw. Z kulturalnego punktu widzenia Okres Wiosen i Jesieni był „Wiekiem Arystokracji”, która nigdy później nie osiągnęła już takiego znaczenia. Świadectwo jej dominacji możemy odnaleźć zarówno w ówczesnym piśmiennictwie, z najważniejszym dziełem historiograficznym Zuozhuan, jak i naczyniach rytualnych, będących najważniejszą dziedziną sztuki.

## Historia

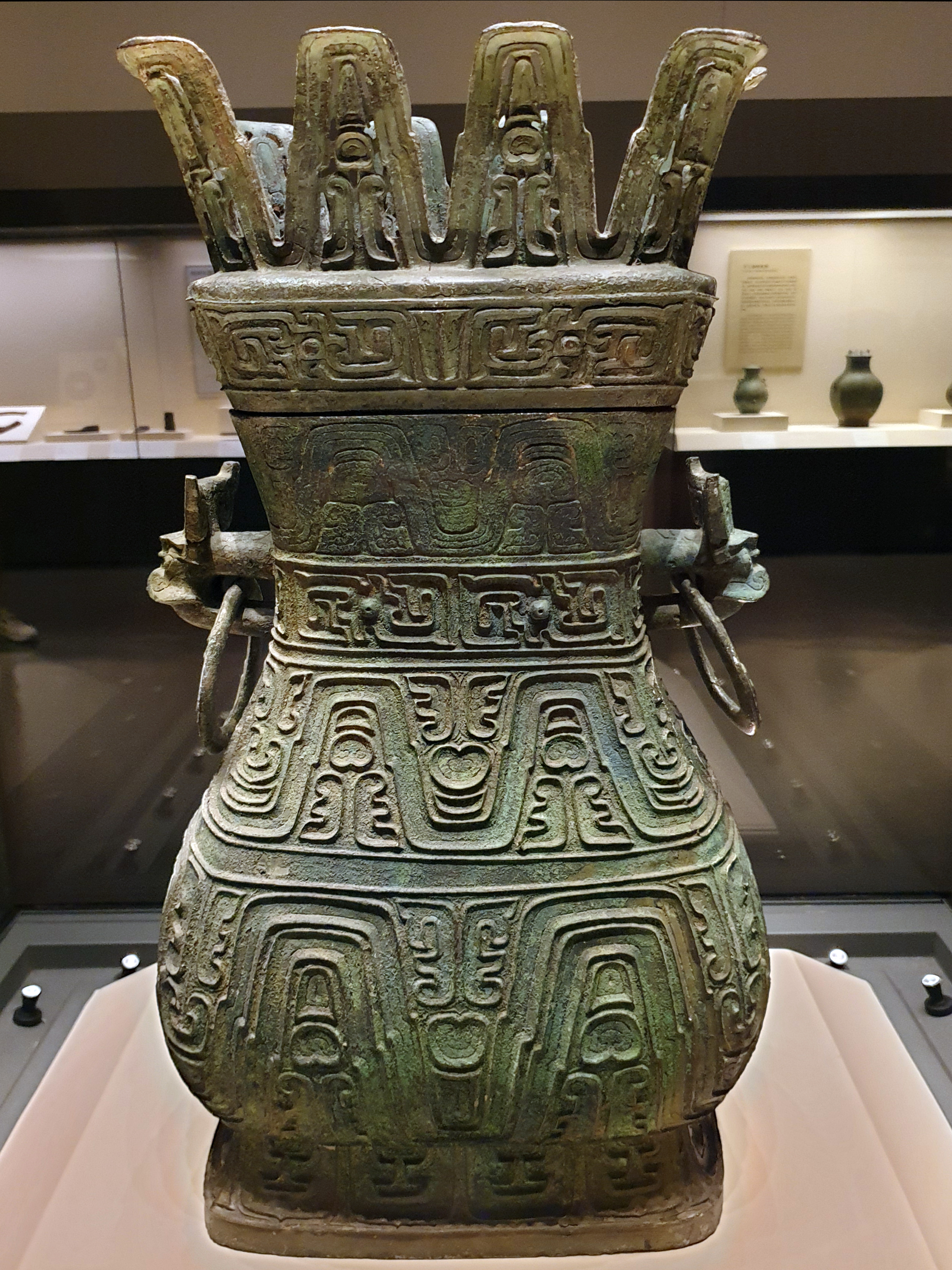
Zeng Zhong You Fu Hu – naczynie typu hu wykonane dla You Fu, syna markiza (侯, hou) Zeng w VIII w. p.n.e. Chińskie Muzeum Narodowe

Pomimo tego że Kronika Wiosen i Jesieni rozpoczyna się dopiero w 722 p.n.e. to we współczesnej historiografii Okres Wiosen i Jesieni zazwyczaj zaczyna się omawiać począwszy od wcześniejszych o półwiecze wydarzeń, które dały początek tzw. Wschodniej Dynastii Zhou (770–256 p.n.e.), ze stolicą w Chengzhou (dzis. Luoyang), odróżnianej od Zachodniej Dynastii Zhou (1045–770 p.n.e.), która miała swoją siedzibę w dolinie rzeki Wei. W 771 p.n.e. sprzymierzone siły państwa Zeng, Zachodniego Shen i barbarzyńców Xianyun zdobyły stolicę Zhou Zongzhou i zabiły króla You (781–771 p.n.e.). Na zachodzie lineaż Guo ustanowił władzę młodszego syna króla You, Yuchena (od jego siedziby nazywanego królem Xie), podczas gdy na wschodzie przeciwstawiał mu się prawowity następca króla You, Yi Jiu (król Ping, 770/741–720 p.n.e.), korzystający ze wsparcia takich państw jak Jin i Zheng. W 750 p.n.e. król Xie został zabity przez markiza Wena (780–746 albo 770–736 p.n.e.) z Jin, co jednak poskutkowało tylko dalszym pogłębieniem anarchii. Według rękopisu Xinian „przez dziewięć lat (749–741 p.n.e.) Zhou pozostawało bez króla i wtedy po raz pierwszy władcy państw oraz regionalni panowie przestali pojawiać się na dworze Zhou”.

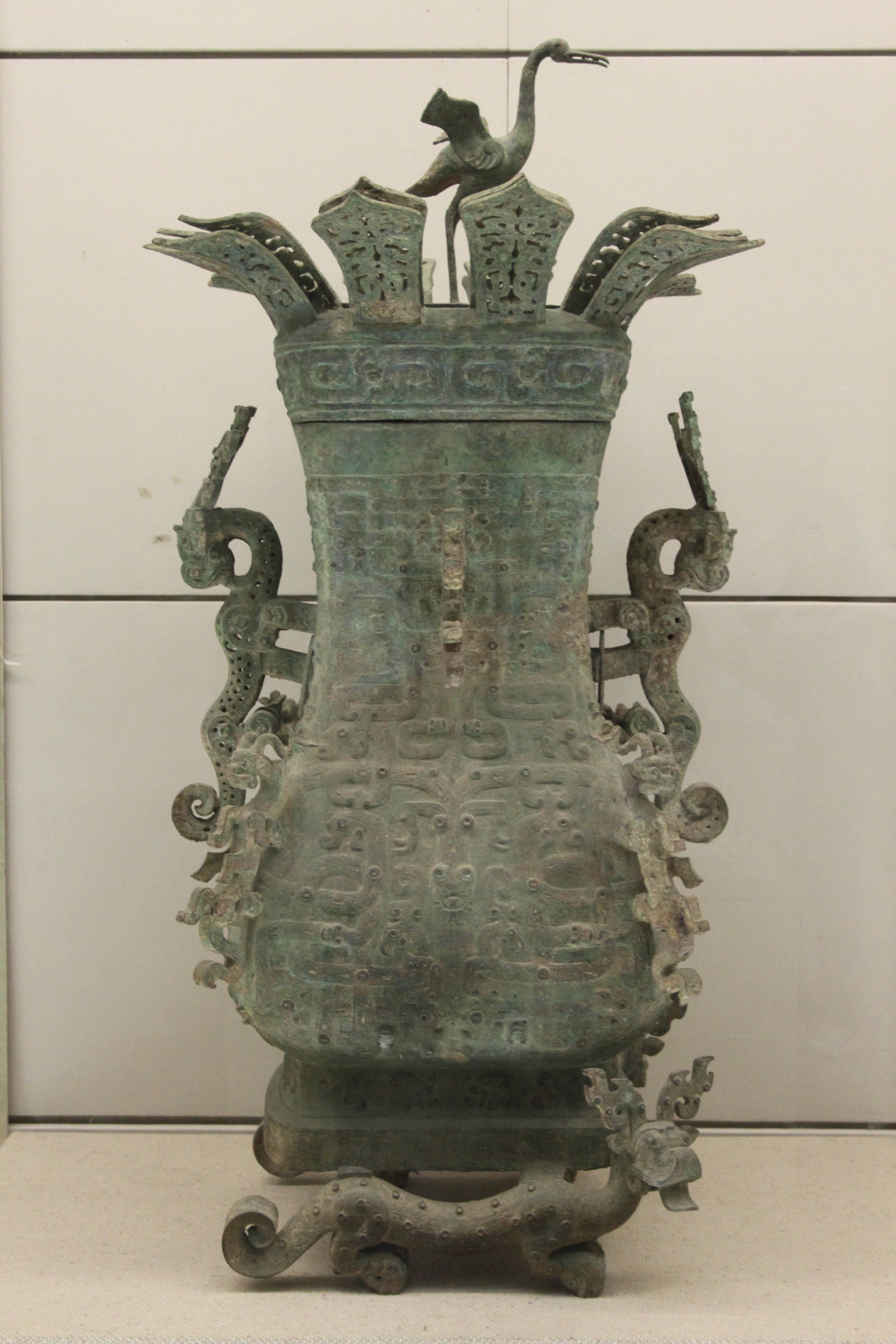
Naczynie typu Fang Hu z motywem lotosu i żurawia z grobowca w księstwie Zheng, ok. 600 p.n.e. Muzeum Prowincji Henan

Dopiero w 741 p.n.e. markiz Wen z Jin ustanowił Yi Jiu królem Zhou i w 738 p.n.e. osadził go w Chengzhou. Królowie Zhou zmierzali do odbudowy swojego autorytetu, jednak szybko okazało się, że po tym jak utracili swoją ekonomiczną bazę w dolinie rzeki Wei nie byli już w stanie odgrywać roli mediatora pomiędzy poszczególnymi posiadaczami nadań fengjian, tak jak to się działo w epoce Zachodniej Dynastii Zhou. Ci ostatni w oparciu o swoje lenna zaczęli stopniowo budować prawdziwe państwa, o określonym terytorium i granicach, przy czym podbój dawnych enklaw pomiędzy terytoriami podlegającymi władzy króla Zhou szybko sprawił, że te chińskie państwa zaczęły się ze sobą stykać i prowadzić wojny. W sytuacji słabości władzy królewskiej rola przywódcy dbającego o ład wewnętrzny musiała zostać przejęta przez jednego z władców nowych państw. Pierwszym tego rodzaju przywódcą był władca państwa Zheng książę Zhuang (743–701 p.n.e.), który odparł ataki barbarzyńców Rong i działając w imieniu królewskiego dworu prowadził sprzymierzone siły przeciwko nieposłusznym wasalom. Jego potęga sprawiła jednak, że królowie Zhou poczuli się zagrożeni, i w 707 p.n.e. doszło do wojny pomiędzy Zhuangiem a królem Huanem (719–697 p.n.e.). Poniesiona wówczas przez Huana klęska sprawiła, iż: „autorytet króla Zhou nie był już dłużej poważnie brany pod uwagę; od tej pory król Zhou służył jedynie jako nominalna głowa państwa w feudalnym systemie Zhou”.

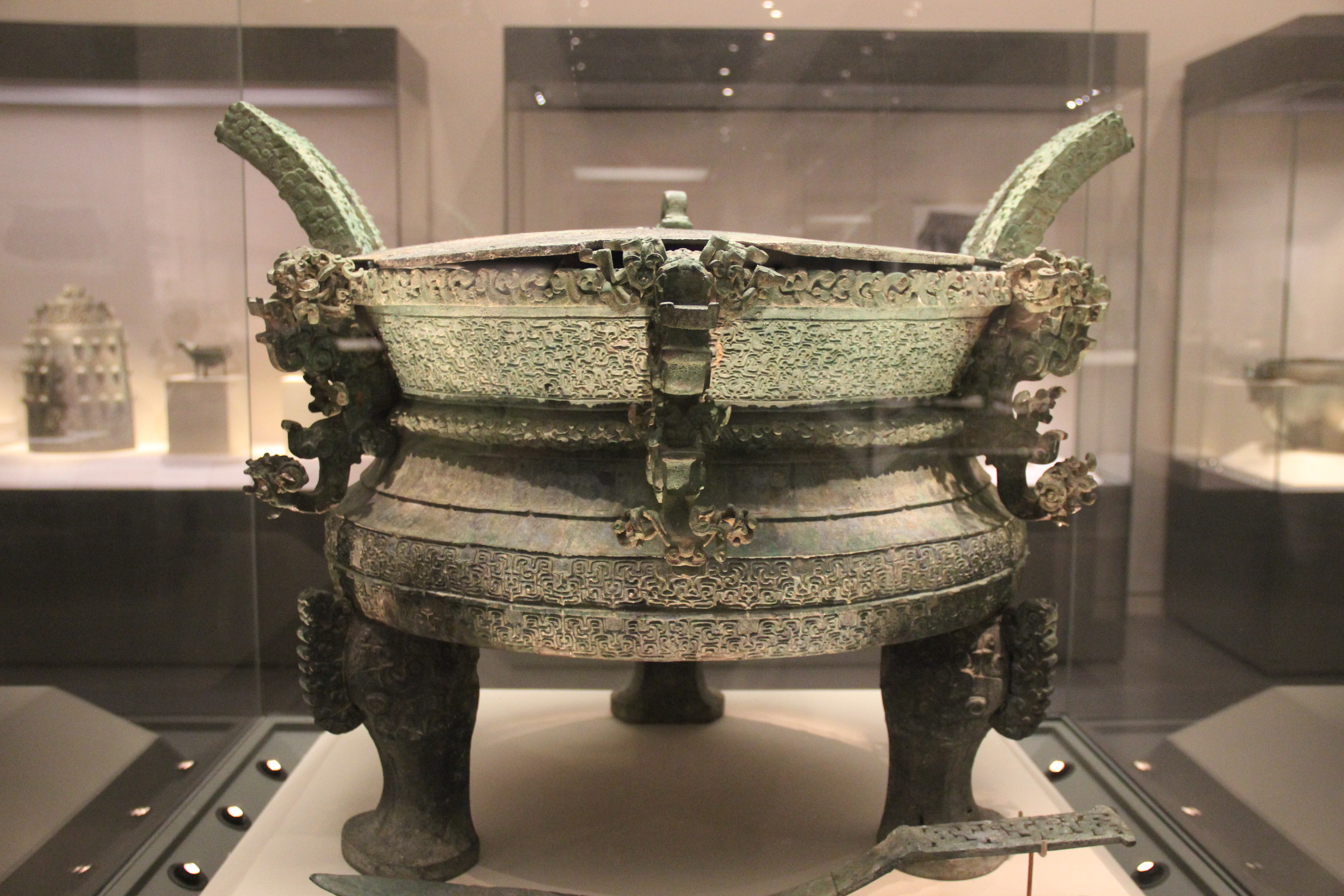
Naczynie typu ding wykonane dla księcia Wu, syna króla Zhuanga (613–591 p.n.e.) z Chu. Połowa VI w. p.n.e. Chińskie Muzeum Narodowe

System specyficznej dwuwładzy spełniającego funkcje rytualne króla Zhou i sprawującego rzeczywistą kontrolę najpotężniejszego z jego wasali został zinstytucjonalizowany za czasów księcia Huana (685–643 p.n.e.) z Qi oraz księcia Wena (636–628 p.n.e.) z Jin. W tym celu wykorzystano tradycyjną przysięgę zawarcia sojuszu, która w 667 p.n.e. została złożona przez chińskie państwa pod przewodnictwem księcia Huana. W ten sposób doszło do powstania instytucji tzw. hegemona (霸, ba), którego władza jednak nie była dziedziczna, co samo w sobie świadczy o tym, że żadne państwo nie było w stanie zdobyć jej na stałe. Zgodnie z chińską tradycją było pięciu hegemonów, jednak w źródłach nie ma zgodności co do następców księcia Huana i księcia Wen w tej roli. Zgodnie z najczęściej akceptowaną wersją, pochodzącą od Mengzi, kolejnymi trzema hegemonami byli książę Mu (659–621 p.n.e.) z Qin, książę Xiang (650–637 p.n.e.) z Song oraz król Zhuang (613–591 p.n.e.) z Chu. W rzeczywistości jednak ani książę Mu ani książę Xiang nie dominowali nad państwami Centralnej Równiny. Xunzi opuszcza tych dwóch władców i zastępuje ich królem Helü (514–496 p.n.e.) z Wu oraz królem Goujianem (496–465 p.n.e.) z Yue, co jest bardziej zgodne z historyczną rzeczywistością.

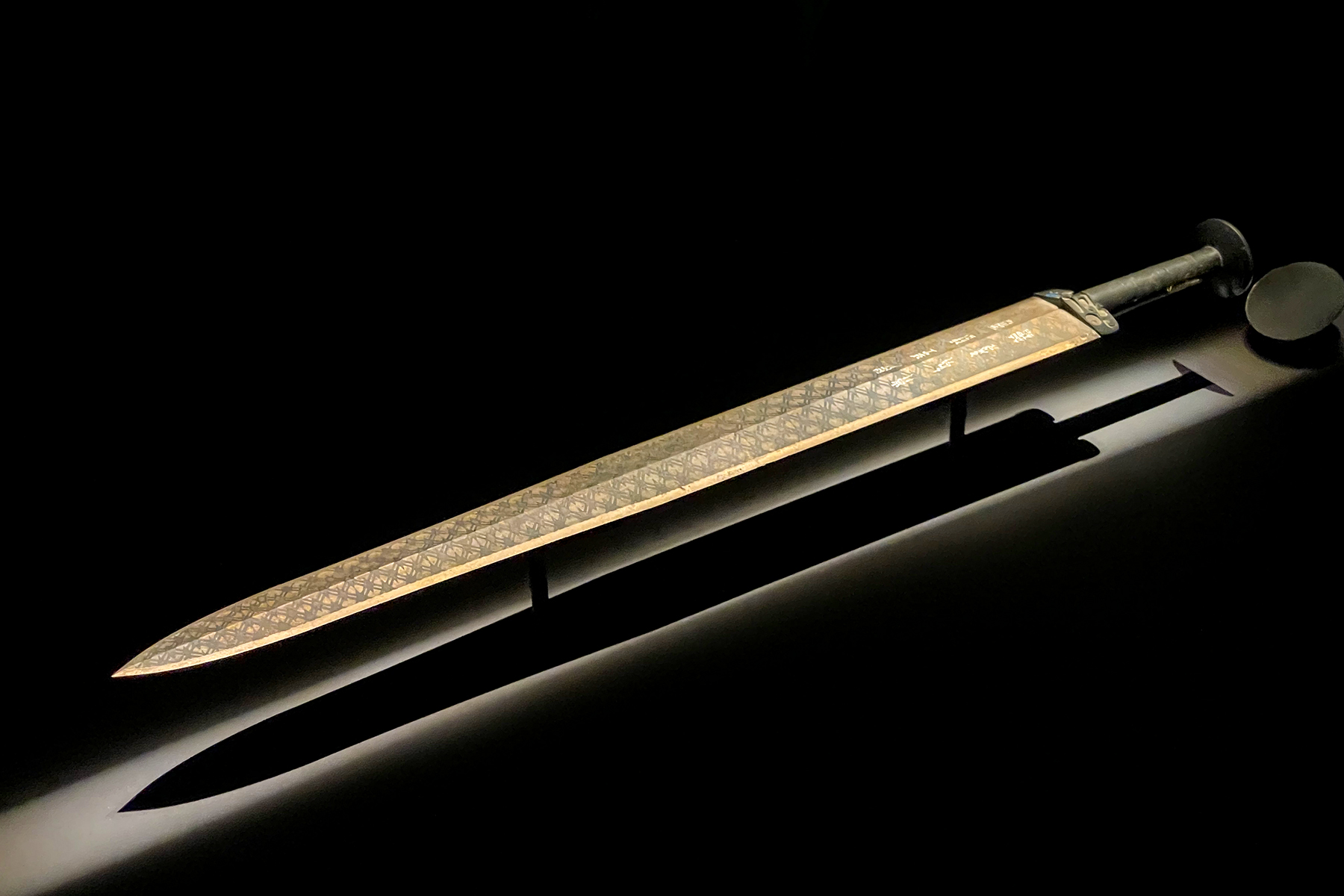
Miecz Goujiana. Muzeum Prowincji Hubei

Pod koniec VII w. p.n.e. instytucja hegemonii nie odzwierciedlała już rzeczywistego porządku politycznego, ponieważ żadne pojedyncze państwo nie było w stanie odgrywać przewidzianej przez nią roli i de facto została zastąpiona przez system dwóch sojuszy, którym przewodziło odpowiednio państwo Jin na północy i Chu na południu. Przywódcy tych sojuszy starali się utrzymać porządek w ramach swoich koalicji, działając jako arbitrzy w konfliktach pomiędzy państwami i strzegąc wewnętrznego porządku w sprzymierzonych państwach, podczas gdy rola króla Zhou uległa dalszej degradacji. Już w 632 p.n.e. książę Wen z Jin ośmielił się wezwać króla Zhou do udziału w zgromadzeniu państw, otwarcie rzucając wyzwanie rytualnym normom i zadając kolejny cios królewskiemu prestiżowi. W dłuższym okresie czasu nowy system polityczny okazał się tak samo niestabilny jak poprzedni. Przywódcy sojuszy działali często zgodnie ze swoim wąsko pojętym interesem, sprzeniewierzając się własnym obietnicom składanym mniejszym państwom. Jednocześnie ponad stuletnia walka Chu z Jin była ciągłym czynnikiem destabilizującym, ponieważ obie strony, szukając wyjścia z militarnego impasu, szukały możliwości ekspansji swojego sojuszu kosztem mniejszych państw, które były nęcone lub zmuszane do przejścia na drugą stronę. To z kolei powodowało powtarzające się inwazje na państwa niejako ściśnięte pomiędzy Jin a Chu.
Być może najciekawszym wydarzeniem tego okresu były dwie „konferencje rozbrojeniowe” w 546 i 541 p.n.e., podczas których proponowano utworzenie ogólnochińskiego sojuszu, któremu przewodzić miało odpowiednio Jin i Chu. Słynny jest traktat z 562 p.n.e., zgodnie z którym:
My wszyscy, którzy razem zaprzysięgamy tę umowę, nie będziemy zbierać plonów, nie będziemy zagarniać korzyści, nie będziemy chronić winnych, nie damy schronienia sprawcom nieładu; będziemy wspomagać tych, którzy są ofiarami klęsk żywiołowych i nieszczęść; będziemy współczuli tym, którzy znajdą się w nieszczęściu lub biedzie. Będziemy mieli tych samych przyjaciół i tych samych wrogów. Będziemy wspomagać dom królewski. Jeżeli zaś ktoś wystąpi przeciw temu aktowi, niechaj go zniszczą Obrońcy Prawdy i Obrońcy Traktatów, Góry czcigodne i Rzeki szacowne, wszyscy Bogowie (gór i pagórków), wszyscy Bogowie domów (i miast), zmarli królowie i nieżyjący panowie, przodkowie Siedmiu Rodów i Dwunastu Państw Lennych oraz światłe bóstwa! Niechaj lud go opuści! Niechaj utraci on mandat! Niech zginie jego ród! Niechaj pokonane będzie państwo jego!.
Te próby stabilizacji systemu i ochrony mniejszych państw zakończyły się jednak porażką.

Nizina Chińska na początku V w. p.n.e., pod koniec Okresu Wiosen i Jesieni, z zaznaczonymi granicami poszczególnych państw konfederacji Zhou i ich stolicami

Państwo Chu zajmowało ogromne terytorium w dolinie Jangcy, gdzie w ciągu kilku stuleci nie należące do konfederacji Zhou ludy stopniowo tworzyły nowe organizmy polityczne. W 704 p.n.e. władca Chu ogłosił się królem, w ten sposób podkreślając swoją niezależność od królów Zhou. Po krótkim okresie faktycznej hegemonii króla Linga (540–529 p.n.e.) z Chu wewnętrzne kryzysy w Chu i Jin stworzyły miejsce dla pojawienia się nowych potęg. Będąc zbyt słabym by samodzielnie pokonać Chu Jin zaczęło wspierać zajmujące region dolnej Jangcy państwo Wu, zmuszając swojego przeciwnika do walki na dwa fronty. W 506 p.n.e. Wu dokonało inwazji Chu i doprowadziło je niemal na skraj zagłady. Samo Wu było jednak z kolei zagrożone przez swojego sąsiada, Yue, które zostało utworzone przez zamieszkujące wybrzeże ludy o tej samej nazwie. W 493 p.n.e. król Wu Fuchai (495–474 p.n.e.) pokonał Yue, by następnie w 482 p.n.e. zmusić władców północy do uznania swojej pozycji hegemona. Król Yue Goujian (496–465 p.n.e.) wykorzystał jednak zaangażowanie Wu na północy i w 470 p.n.e. ostatecznie zniszczył swojego rywala. To zwycięstwo zapewniło status hegemona Yue, ale Goujian miał być ostatnim władcą, który sprawował tę funkcję. Zarówno Chu, Wu, jak i Yue były państwami o wyraźnie nie-chińskim pochodzeniu etnicznym i kulturalnym, co jednak nie przeszkodziło im z biegiem czasu stać się członkami konfederacji Zhou. Także takie chińskie państwa jak Qi i Jin zaabsorbowały liczne niechińskie grupy (Yi, Rong, Di), stając się bytami mieszanymi pod względem etnicznym i kulturowym.
W Okresie Wiosen i Jesieni przez długi czas dominowało przekonanie, odziedziczone po poprzedniej epoce, „że wojna między krajami chińskimi jest niemożliwa, może mieć ona co najwyżej charakter turnieju. Zajęcie cudzej ziemi było czynem niegodnym, wymagającym szczególnego przebłagania bóstw. Później, gdy i to przekonanie odeszło w niepamięć, długo jeszcze istniały opory wobec aneksji innych ziem chińskich. Jeszcze w 513 przed Chr., kiedy księstwo Chu podbiło niewielkie księstwo Cai, w dzisiejszym Henanie, dla przebłagania lokalnych bóstw niezadowolonych z tego podboju złożono im w ofierze następcę tronu”. Pomimo to liczba państw tworzących konfederację Zhou ciągle się zmniejszała. Według różnych szacunków w źródłach z Okresu Wiosen i Jesieni możemy odnaleźć nazwy od 140 do 209 z nich, ale pod koniec tego okresu mogło być ich już mniej niż dwadzieścia. Stopniowo chińscy władcy walczyli pomiędzy sobą nie o status hegemona, ale z zamiarem wzajemnego zniszczenia, co stanowiło zapowiedź następnej epoki w dziejach Chin, Okresu Walczących Królestw. W sumie „Okres Wiosen i Jesieni był jedyną epoką w długiej historii Chin podczas której podejmowano wysiłki zbudowania funkcjonującego systemu wielopaństwowego” i dopiero fiasko tych prób sprawiło, że zaczęto poszukiwać alternatywnego rozwiązania w politycznym zjednoczeniu „Wszystkiego pod Niebem”.

## Społeczeństwo, kultura i sztuka

### Wiek arystokracji

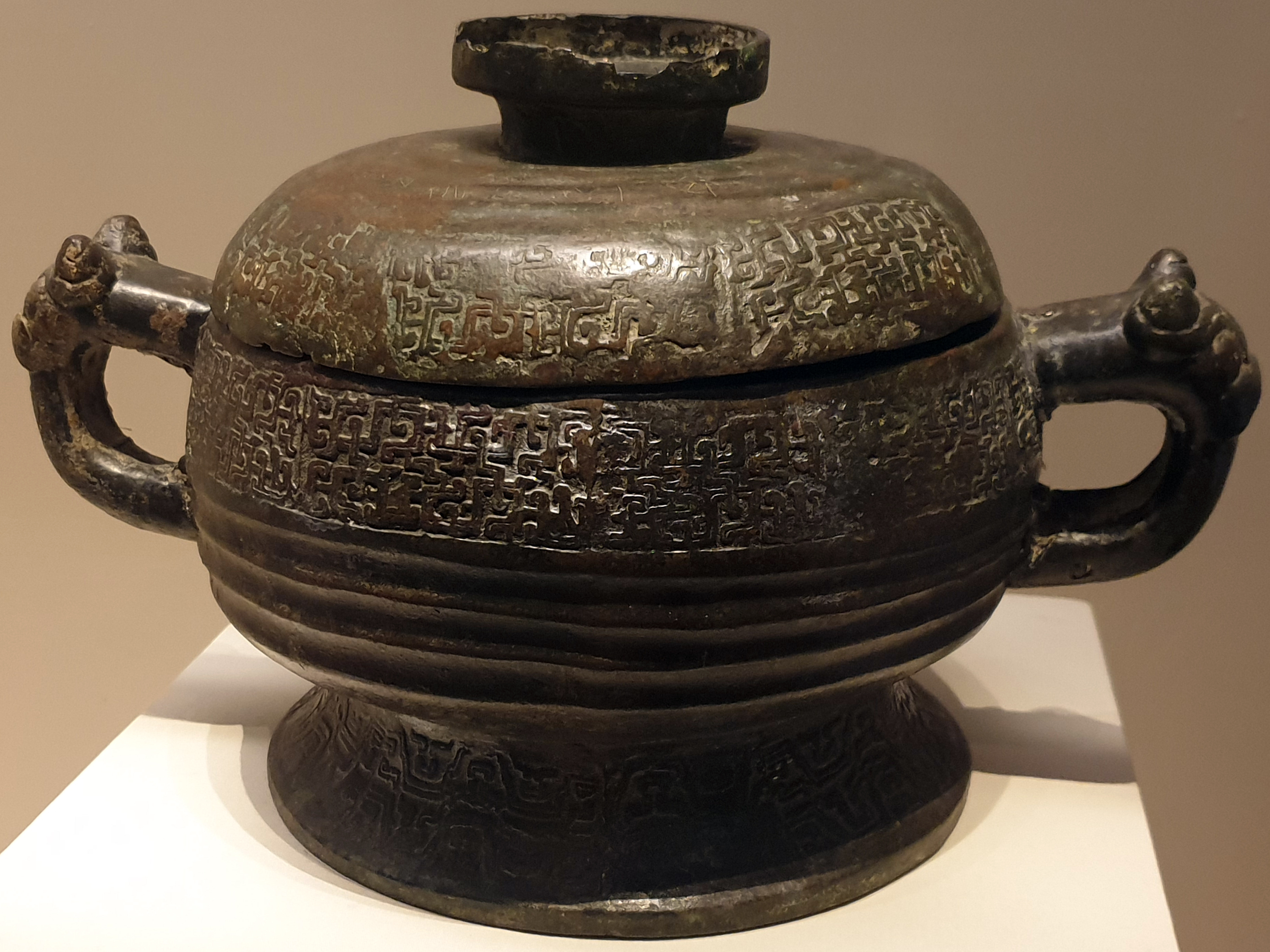
Naczynie typu gui wykonane dla Księcia Jina z Qin (576–537 p.n.e.). Chińskie Muzeum Narodowe

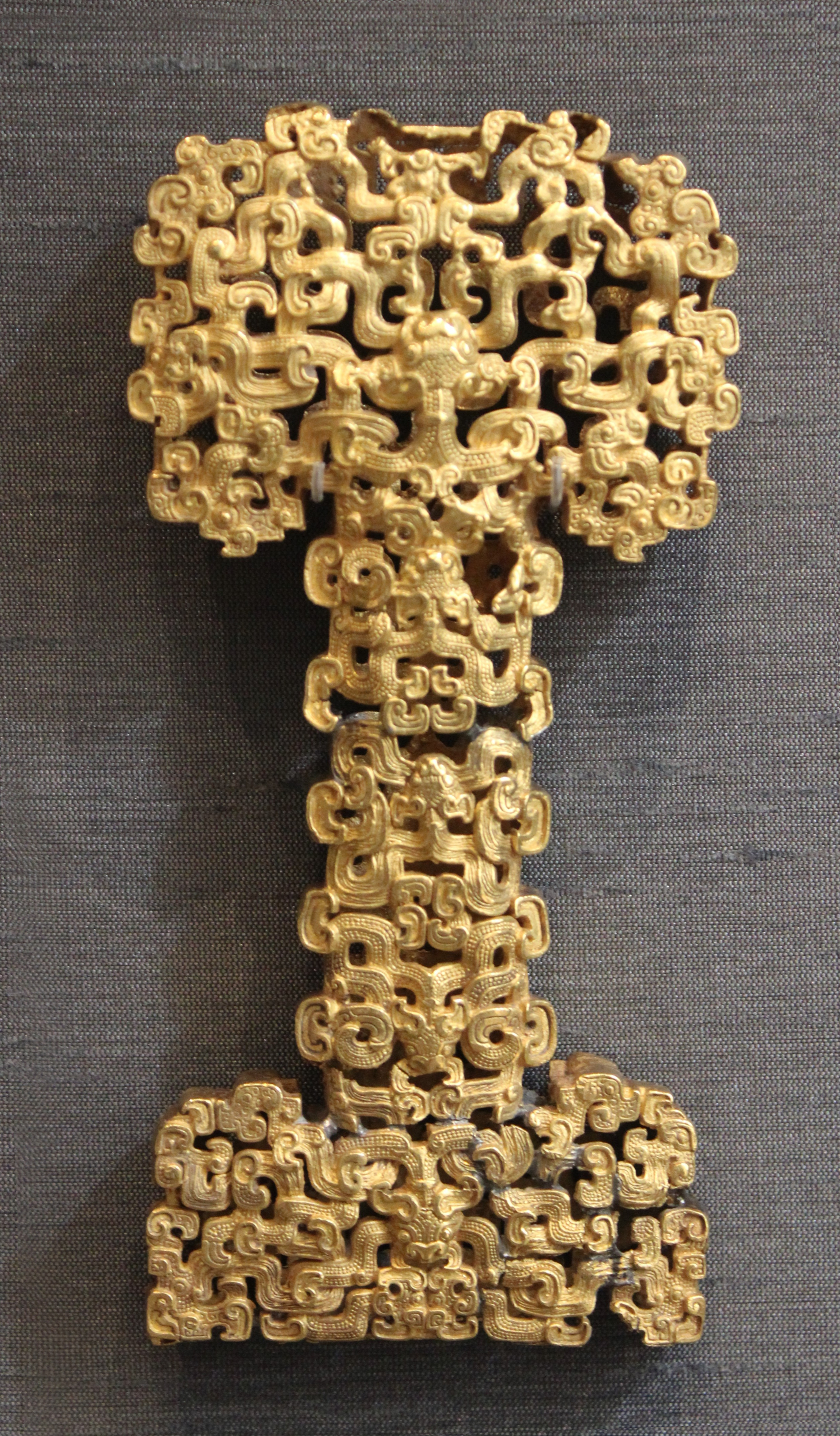
Złota głownia miecza z dekoracją z przeplatających się smoków. VI-V w. p.n.e. Muzeum Brytyjskie

Okres Wiosen i Jesieni był epoką szczytowego znaczenia chińskiej arystokracji, która nigdy później nie osiągnęła już podobnej potęgi. Miała ona swój początek w nadaniach nazywanych fengjian, dokonanych na początku panowania Dynastii Zhou, i to w związku z nimi mówi się czasami o chińskim feudalizmie. Instytucja fengjian istotnie jednak różniła się od zachodniego lenna, ponieważ co do zasady była nadawana członkom rodu panującego i król Zhou wymagał bezwzględnego posłuszeństwa od swoich „wasali” jako jednocześnie głowa państwa i głowa rodu. Także posiadacze fengjian nie wywodzący się z rodu Ji, czasami należący do dawnych rodów sprzymierzonych z Shangami, byli do niego włączani poprzez małżeństwa.
Arystokracja dzieliła się na trzy klasy, przy czym najwyższa z nich, książęta (公, gong), zawierała w sobie kolejne pięć rang: książąt (w wąskim znaczeniu), markizów (侯, hou), hrabiów (伯, bo) wicehrabiów (子, zi) i baronów (男, nan). To właśnie ci książęta (w szerokim znaczeniu) stopniowo utworzyli ze swoich domen prawdziwe państwa, posiadające określone terytorium, stając się tym samym panami regionalnymi (諸侯, zhuhou). Niedługo potem ich pozycji zagrozili jednak ludzie należący do dwóch niższych klas arystokracji, dafu (大夫) i shi (士), którzy to właśnie od książąt otrzymali swoje nadania. Początkowo były one po prostu formą wynagrodzenia za wierną służbę, ale stopniowo stały się dziedziczne, i z biegiem czasu pozycja wielu książąt została zagrożona przez potężne lineaże ministrów (卿, qing). Najsłynniejsza sytuacja tego rodzaju miała miejsce w państwie Jin, które w 453 p.n.e. zostało podzielone pomiędzy trzy ministerialne lineaże, Wei, Han i Zhao (to wydarzenie jest czasami uważane za początek Okresu Walczących Królestw).
Książęta pozostali raczej niezdolni do utworzenia bardziej scentralizowanego systemu władzy, który zabezpieczyłby ich pozycję, ale niektórzy z ministrów zaczęli eksperymentować z nową formą rządów w swoich domenach, znosząc system dziedzicznych urzędów, płacąc swoim sługom pensje w naturze lub pieniądzu, co zastępowało nadania ziemi, oraz utrzymując efektywną kontrolę nad całym terytorium objętym ich władzą. Korzystali oni przy tym często z usług shi, najniższej klasy arystokracji, która oferowała swoje umiejętności w zakresie sztuki wojskowej lub administracji. Kiedy niektóre z tych ministerialnych nadań stały się w pełni rozwiniętymi państwami, tak jak w przypadku Wei, Han i Zhao, ich nowi władcy kontynuowali eksperyment ze scentralizowaną formą rządów, który zaczęto naśladować w innych miejscach, tak że ostatecznie doszło do powstania nowego typu państwa. Do początku IV w. p.n.e. „nowe scentralizowane terytorialne państwa rządzone przez potężnych monarchów zastąpiły luźne arystokratyczne organizmy polityczne Okresu Wiosen i Jesieni. Chiny rozpoczęły swój pochód w kierunku scentralizowanego «uniwersalnego» cesarstwa”.
Oprócz arystokracji ważną rolę społeczną w tym okresie odgrywali mieszkańcy stolic (國人, guo ren), na których składali się zarówno przedstawiciele shi, jak i członkowie gminu. Wprawdzie nie odgrywali oni zbyt wielkiej roli w bitwach w otwartym polu, gdzie dominowały rydwany arystokracji, ale byli nieodzowni w przypadku oblężeń, jak również w trakcie częstych walk wewnętrznych, ponieważ arystokraci nie posiadali żadnej szczególnej przewagi w trakcie walk miejskich. Ze względu na bliskość dworu opinia guo ren miała czasami wpływ na politykę państwa, co znajdowało swój instytucjonalny wyraz w okazjonalnym zwoływaniu zgromadzenia, gdy władca potrzebował ich poparcia. W miarę jak rosła liczba ludności, postępowała urbanizacja oraz rozwijało się rzemiosło i handel, wzrastała rola mieszczan i kupców. W VI w. p.n.e. w Chinach rozpoczęła się epoka żelaza, co zaowocowało rozwojem zarówno rolnictwa, wyposażonego w nowe narzędzia, jak i techniki wojennej. Znaczenie dawnej arystokracji systematycznie spadało, co wiązało się także z faktem, iż w armii decydującą rolę zaczęła odgrywać rekrutująca się z gminu piechota. W Okresie Walczących Królestw doszło do ostatecznego upadku dziedzicznej arystokracji, która została zaabsorbowana przez bardziej pojemną merytokratyczną elitę bazującą na warstwie shi.

### Historiografia i myśl Okresu Wiosen i Jesieni

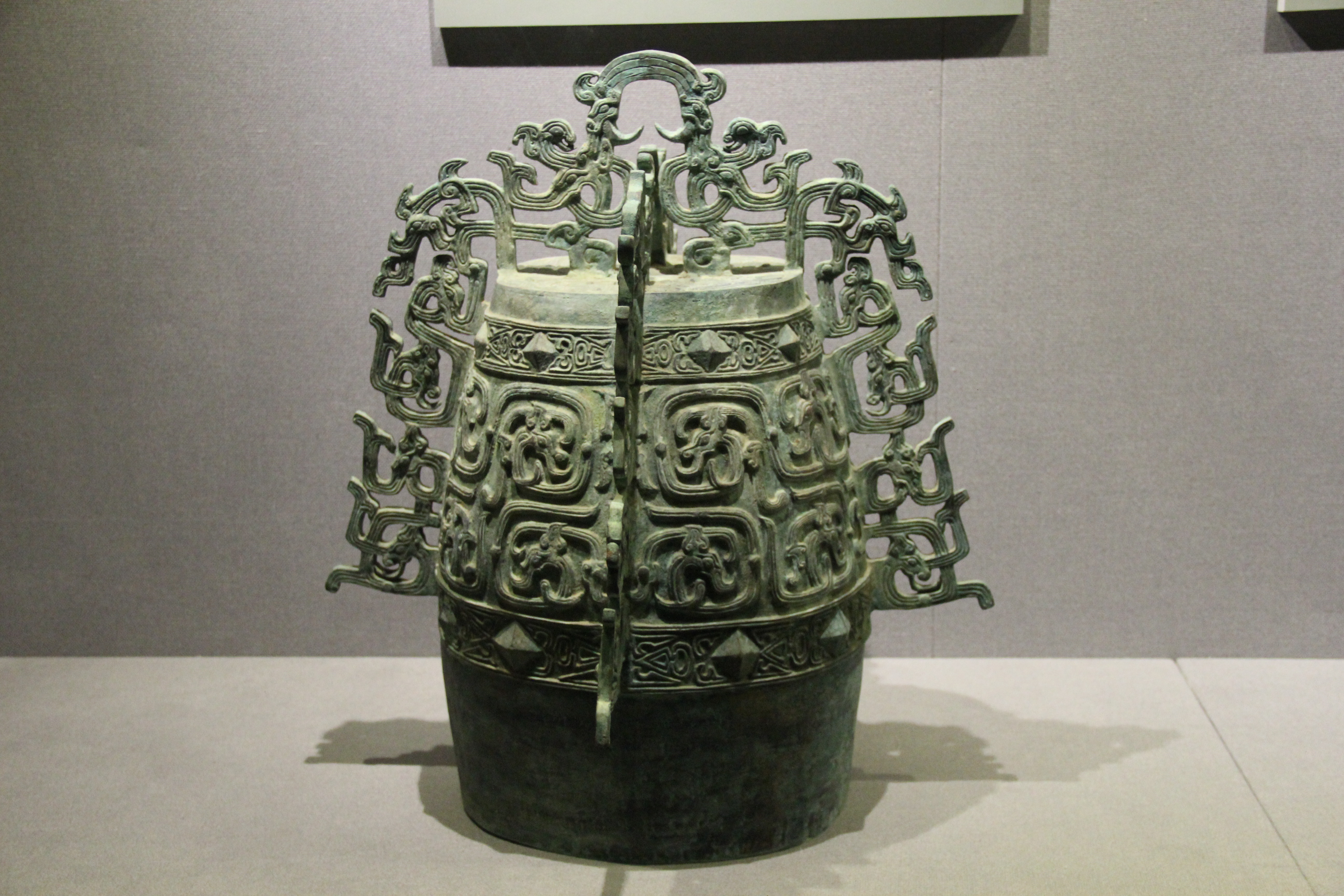
Dzwon typu bo wykonany dla księcia Qin. Muzeum brązów w Baoji

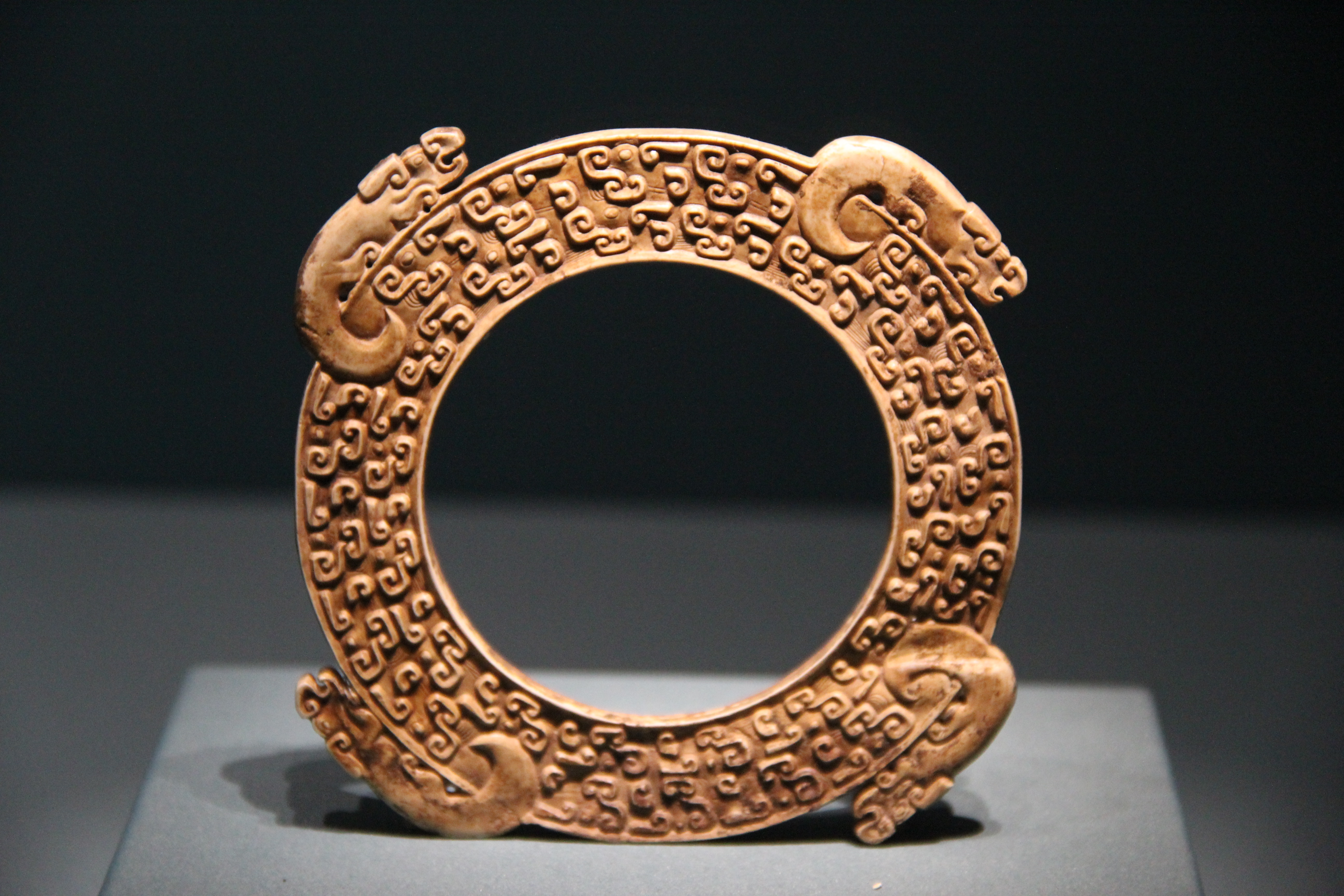
Dysk bi z żadu. Muzeum Sztuki Aurora

Najsłynniejszym myślicielem Okresu Wiosen i Jesieni był Konfucjusz, żyjący pod koniec tej epoki, który był jednak znacznie bliższy późniejszym mistrzom (子, zi) z Okresu Walczących Królestw, niż swoim arystokratycznym współczesnym. Tym samym należy go uznać za postać przejściową, zapowiadającą już następną epokę. W celu poznania bardziej reprezentatywnego dla Okresu Wiosen i Jesieni sposobu myślenia pozostaje analiza dwóch powstałych wówczas dzieł historiograficznych, Kroniki Wiosen i Jesieni, która dała epoce swoją nazwę, oraz Zuozhuan, tradycyjnie uznawanej za komentarz do tego pierwszego dzieła.
Późniejsza konfucjańska tradycja przypisała autorstwo Kroniki Wiosen i Jesieni Konfucjuszowi, pogląd ten jest jednak obecnie odrzucany. Kronika ma formę lakonicznych, pozbawionych wszelkiego komentarza roczników księstwa Lu, które bez szerszego kontekstu przedstawionego w Zuozhuan czasami są dzisiaj całkowicie niezrozumiałe. Autorami Kroniki byli prawdopodobnie anonimowi pisarze księstwa Lu i być może zawarte w niej zapiski były sporządzane dla duchów przodków, a nie współczesnych czytelników. Tekst Kroniki skrupulatnie zachowuje pozory niezmąconej supremacji królów Zhou, wymieniając ich zawsze na pierwszym miejscu przed władcami innych państw, nigdy nie wspomina o politycznych zabójstwach książąt Lu, pisząc zamiast tego po prostu o ich śmierci (nie waha się natomiast pisać o nienaturalnych przyczynach zgonu władców innych państw) oraz uparcie pomija wszelkie późniejsze rytualne wyniesienia władców potężniejszych państw, używając ich pierwotnych tytułów hrabiego czy markiza, zamiast późniejszych księcia czy króla. Od czasów Mencjusza ten swoisty językowy rygoryzm Kroniki Wiosen i Jesieni łączy się z konfucjańską doktryną „naprawiania nazw” (正名, zhengming), zgodnie z którą świat nie ulegnie poprawie jeżeli nie zostanie przywrócone właściwe użycie słów, ponieważ: „Kiedy słowa lub określenia, wliczając w to także nazwiska, nie oznaczają już tego, co miały pierwotnie oznaczać, tracą one swoją wartość. Kiedy uzurpatora nazywano księciem, a ojcobójstwo opisywano jako morderstwo, ludzie nie mogli odróżnić prawdy od fałszu, ich sumienia jakby tępiały, tracili poczucie wstydu i porzucając cnotę wchodzili na drogę przestępstwa”.
Zuozhuan, dzieło które może być uznane za wzór i źródło dla całej późniejszej tradycyjnej chińskiej historiografii, zawiera w sobie szereg późniejszych interpolacji, jednak stosunkowo łatwo można w nim odnaleźć poglądy, które niewątpliwie są specyficzne dla Okresu Wiosen i Jesieni, tak bardzo różnią się od przekonań wyrażanych przez myślicieli Okresu Walczących Królestw. Przede wszystkim uderza fakt, iż w tekście nieobecny jest ideał politycznej jedności Chin, dominujący w całej późniejszej chińskiej myśli politycznej. Protagoniści Zuozhuan „prowadzą wyczerpujące dyskusje na temat środków utrzymania funkcjonującego porządku wielopaństwowego, natury hegemonii i sojuszy, oraz debatują nad korzyściami z pokoju i wojny, ale nigdy nie proponują zjednoczenia ani poprzez przywrócenie efektywnych rządów Syna Niebios z rodu Zhou ani za pomocą innych środków”. Zupełnie inny jest również stosunek do władzy monarszej – erozja autorytetu władców i faktyczne rządy ministrów są uważane za rzecz normalną, co więcej, w tekście Zuozhuan pojawia się nawet idea, iż monarcha odpowiada za właściwe wykonywanie swojej funkcji, stąd jego wygnanie lub zastąpienie mogą być czasami usprawiedliwione. Z kolei termin „człowiek szlachetny” (junzi) jest używany wyłącznie w stosunku do górnej warstwy qing i dafu, nigdy zaś w stosunku do shi, którzy uzyskali dominującą pozycję w Okresie Walczących Królestw. Nie widać tu choćby cienia gotowości na poszerzenie szeregów arystokracji poprzez dopuszczenie do niej niższych warstw społeczeństwa. Dominuje przekonanie, iż stabilność porządku społecznego jest gwarantowana przez właściwy porządek rytualny (li) i rzadko pojawiają się odwołania do samodoskonalenia i edukacji, tak charakterystyczne dla późniejszych czasów, ostatecznie bowiem arystokratą jest się ze względu na właściwe pochodzenie, a nie zdobyte przez siebie umiejętności.
Pod koniec Okresu Wiosen i Jesieni ten sposób myślenia zaczyna się jednak zmieniać, gdyż arystokraci zaczynają uzasadniać swoją pozycję w terminach posiadanych przez siebie zdolności i kwalifikacji moralnych, zaś sam termin junzi nabiera wymiaru moralnego i zaczyna być kontrastowany z określeniem xiaoren (小人), „małego człowieka”, niegodnego statusu arystokraty. Ten pogląd został przejęty przez Konfucjusza, u którego określenie junzi ma już wymiar jednoznacznie moralny i oznacza człowieka szlachetnego, który zajmuje się kultywowaniem cnoty (de). Ale naciskając już nie na pochodzenie, ale na samodoskonalenie jako drogę do osiągnięcia statusu „człowieka szlachetnego” „Konfucjusz podważył same podstawy arystokratycznego porządku”. Analogicznie, Konfucjusz tak samo jak jemu współcześni za podstawę porządku społecznego uważa porządek rytualny, samo pojęcie rytuału zaczyna jednak u niego obejmować całą sferę obyczaju i moralności, daleko wykraczając poza jego rozumienie we wcześniejszym okresie Zhou. W ten sposób, posługując się dawnymi pojęciami, ale w rzeczywistości nadając im nowe znaczenie, Konfucjusz przygotował grunt pod przewrót w myśleniu, który ostatecznie dokonał się w Okresie Walczących Królestw.

### Sztuka

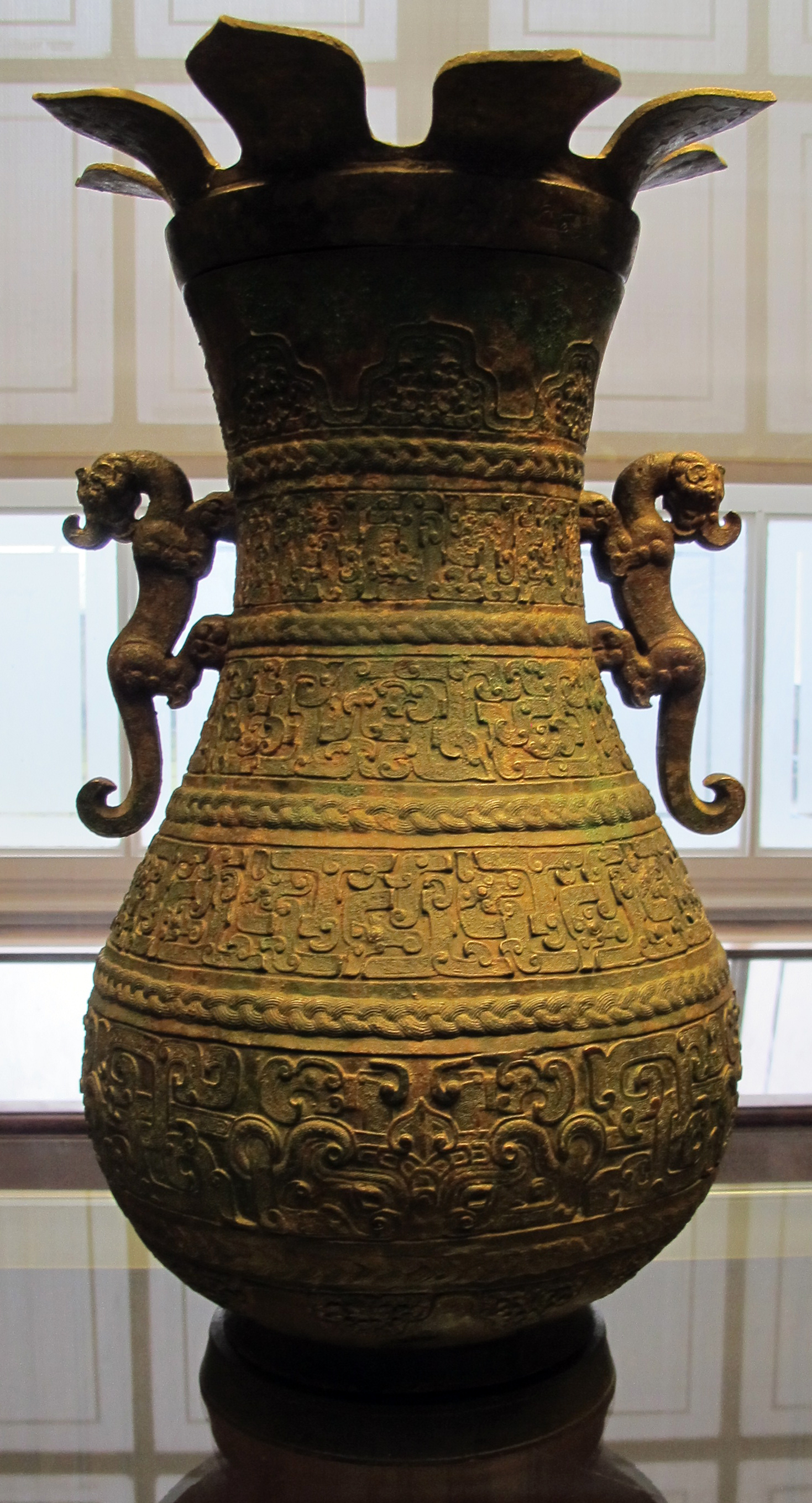
Naczynie typu hu odlane w 482 p.n.e. w Jin z okazji wizyty króla Wu Fuchaia. Muzeum Brytyjskie

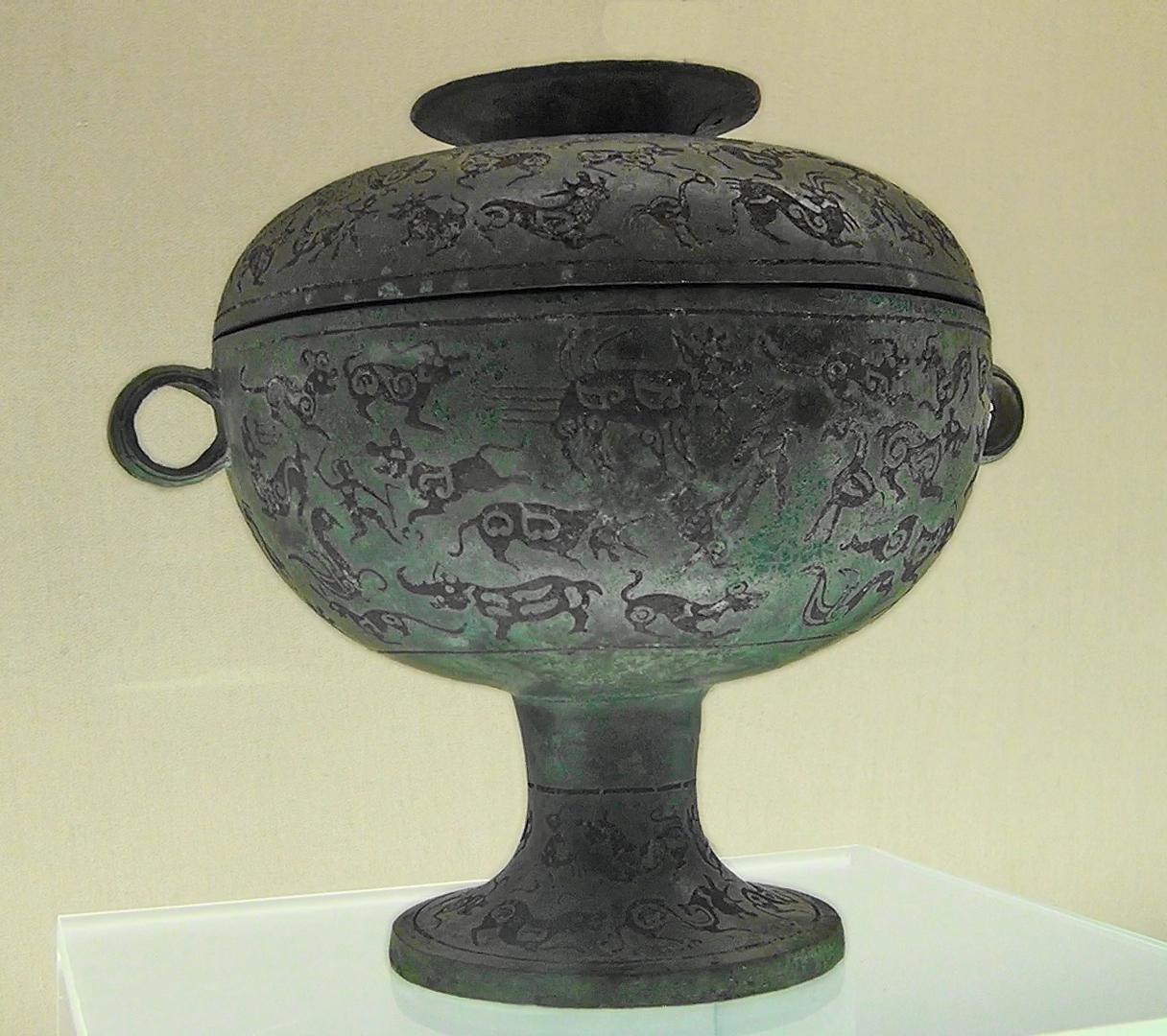
Naczynie typu dou z inkrustacją przedstawiającą scenę polowania. VI w. p.n.e. lub początek V w. p.n.e. Muzeum Szanghajskie

Podobnie jak w poprzedniej epoce, najważniejszą dziedziną sztuki Okresu Wiosen i Jesieni były rytualne naczynia z brązu, stanowiące nieodzowną oznakę statusu ówczesnej arystokracji. We wczesnym okresie, trwającym mniej więcej do połowy VII w. p.n.e., ówczesne naczynia były raczej prostą kontynuacją typów znanych już w epoce Zachodniej Dynastii Zhou (zobacz ilustracja Zeng Zhong You Fu Hu z VIII w. p.n.e.). Z biegiem czasu doszło jednak do istotnych zmian stylu, co wiąże się z zapożyczeniami przyniesionymi przez królów Zhou w trakcie ich północnych kampanii oraz początkiem regionalnych stylów powiązanych z wyodrębniającymi się feudalnymi państwami. Najbardziej uderzającym przykładem wpływów z północy jest wprowadzenie form zwierzęcych pomiędzy dotychczasowe skomplikowane wzory. Wczesnym przykładem tego rodzaju brązów jest para naczyń typu Fang Hu z motywem lotosu i żurawia odkopanych w grobowcu w Xinzheng na terenie dawnego księstwa Zheng (zobacz ilustracja), które stoją na dwóch tygrysach, a dwa kolejne tygrysy z wielkimi rogami i zwijającymi się ciałami kulą się po bokach, by stworzyć uchwyty, podczas gdy mniejsze tygrysy bawią się u ich stóp.
Jednocześnie można zaobserwować proces powielania i miniaturyzowania pasów wzoru, który zaczyna być coraz bardziej przeplatany i abstrakcyjny. Gdzieś ok. 600 p.n.e. powstaje technika masowego tworzenia dekoracji za pomocą bloków ze wzorem, który jest nanoszony na stworzoną wcześniej pozbawioną ornamentu powierzchnię naczynia. Ta technika zrewolucjonizowała zarówno proces produkcji, jak i wygląd naczyń. Najlepiej udokumentowane są naczynia pochodzące ze stolicy państwa Jin, Houma (w dzis. prefekturze Linfen) (zobacz naczynie typu hu odlane w 482 p.n.e. z okazji wizyty króla Wu Fuchaia), ale miejsce narodzin tej techniki pozostaje niejasne. W tym samym czasie pojawiły się nowe metody dekoracji polegające na kolorowej inkrustacji brązów oraz rytownictwie wąskich ścianek takich naczyń jak jian czy yi za pomocą ostrego narzędzia, by w ten sposób uzyskać na nim sceny łucznictwa, polowania, bankietów i rytualnych ceremonii. Te przedstawienia „są jedną z najwcześniejszych form sztuki obrazkowej Chin znanej nam z pozostałości archeologicznych” (zobacz naczynie typu dou z inkrustacją przedstawiającą scenę polowania).
Arystokratyczne groby regularnie zawierają standardowy zestaw naczyń typu ding, gui (stopniowo zastąpione przez dou), hu (tylko w przypadku grobów osób o względnie wysokim statusie), pan i yi. Mamy tutaj do czynienia ze zjawiskiem homogenizacji kultury arystokracji, która dokonuje się pod wpływem jej warstw niższych, uzyskujących coraz większe znaczenie kosztem dawnych dziedzicznych władców. Pod koniec Okresu Wiosen i Jesieni: „zawartość, ilość i jakość wyposażenia grobowego nie zależą dłużej od arystokratycznej rangi, ale wielkości siły i zasobów, którymi dysponuje patron”.